# Йоханес Петер Мюлер
Йоханес Петер Мюлер (на немски: Johannes Peter Müller) е германски физиолог, анатом и ихтиолог.

## Биография
Мюлер е роден на 14 юли 1801 г. в град Кобленц, който по това време от няколко месеца е част от Франция. През 1819 г. постъпва в Бонския университет, където през 1824 г. става преподавател по физиология. През 1833 г. се премества в Берлинския университет, където остава до смъртта си.
Йоханес Мюлер има голям принос към различни области на физиологията, сред които функционирането на гласа, говора и слуха, химичните и физични свойства на лимфата и кръвта. Публикуването на неговата „Handbuch der Physiologie des Menschen“ между 1833 и 1840 г. поставя началото на нов период в развитието на физиологията. Там за пръв път при изследването на физиологични проблеми се включват и резултатите от сравнителната анатомия, химията и физиката. Книгата има голямо значение за физиологията на усещанията, като в нея за пръв път се извежда принципът, че видът на усещанията зависи от вида на съответния нерв, а не от начина на неговото стимулиране.
По време на дългогодишната си преподавателска практика Йоханес Мюлер преподава на известни учени, сред които Херман фон Хелмхолц, Емил дю Боа-Реймон, Теодор Шван, Ернст Вилхелм фон Брюке, Фридрих Густав Якоб Хенле, Карл Лудвиг, Ернст Хекел.
През последните години от живота си Мюлер се посвещава на сравнителната анатомия, като изследва главно риби и морски безгръбначни. Той умира през 1858 г. в Берлин.